# Ma mi/M'hann ciamàa
Ma mi/M'hann ciamàa è l'ottavo singolo da solista di Enzo Jannacci, pubblicato dalla Jolly nel 1964.

## I brani
Entrambe le canzoni erano state inserite nell'album La Milano di Enzo Jannacci.
Ma mi
Ma mi è la cover del brano di Ornella Vanoni (che nella sua incisione ha nel titolo i puntini di sospensione, assenti invece in questo disco), scritto da Giorgio Strehler per il testo e da Fiorenzo Carpi per la musica, che lanciò la cantante milanese come " cantante della mala"; lo stesso Carpi si occupa dell'arrangiamento dell'incisione di Jannacci.
M'hann ciamàa
M'hann ciamàa è invece una canzone scritta e arrangiata da Jannacci.

## Tracce
Lato A
1. Ma mi (testo: Giorgio Strehler – musica: Fiorenzo Carpi)

Lato B
1. M'hann ciamàa (Enzo Jannacci)